# 和歌山薬品
和歌山薬品株式会社（わかやまやくひん）は、和歌山県和歌山市土佐町3-31-2に本社を置く、医薬品卸売業であった。塩野義製薬系医薬品卸。現在はスズケンである。

## 概要
- 代表取締役社長 清水清
- 代表取締役　中桐勝彌
- 代表取締役　猪飼正臣
- 代表取締役　田村博一
- 代表取締役　薮田擴史
- 代表取締役　藤木實
- 代表取締役　小林勲
- 代表取締役　玉置治夫
- 監査　　　　田島義久
- 資本金　4.800万円

## 大株主
- 塩野義製薬
- 京西堂
- トクヤク

## 沿革
- 1947年（昭和22年）6月 - 資本金18万円で「松山薬品株式会社」創業
- 1963年（昭和38年）6月 - 「和歌山薬品株式会社」（和歌山県和歌山市舟大工12）と商号変更
- 1963年（昭和38年）6月 - 東京都に「大鵬薬品工業株式会社」（大塚製薬と全国の主要卸業者が出資して設立された企業である）設立。和歌山地区独占販売契約を締結。大鵬薬品は1県1社代理店制度を採用する
- 1969年（昭和44年） - 「御坊出張所」（和歌山県御坊市薗816）「田辺営業所」(和歌山県田辺市南新49)開設
- 1973年（昭和48年） - 「新宮出張所」（和歌山県新宮市初野池851）開設
- 1979年（昭和54年） - 「紀北営業所」（和歌山県伊野郡高野口名古曹282）開設
- 1998年（平成10年）7月 - 塩野義系の東京都の大森薬品・高田東栄薬品・宮城県のフタミ薬品・大阪府の天泉三丘薬品・大阪薬品・京都府の京西堂・和歌山県の和歌山薬品・鳥取県のサンコー薬品・徳島県のトクヤク・愛媛県の愛薬・福岡県の福岡薬品が合併しオオモリ薬品設立

## 営業所
- 和歌山県:和歌山市・伊都郡高野口町・御坊市・田辺市・新宮市

## 主な取引メーカー
- 塩野義製薬
- 大塚製薬
- 大鵬薬品工業
- 日研化学
- 日本ヘキストマリオンルセル
- 科研製薬
- 小野薬品工業
- シェリングプラウ